# Пшихачев, Шафиг Ауесович
Шафи́г Ауе́сович Пшиха́чев (род. 15 января 1962, Нижний Куркужин, Кабардино-Балкарская АССР) — российский религиозный и общественный деятель. Муфтий, председатель Духовного управления мусульман Кабардино-Балкарской Республики с 1992 по 2002 года. Исполнительный директор (председатель) Международной исламской миссии с 5 мая 2004 года.

## Биография
Родился 15 января 1962 года в селе Нижний Куркужин Баксанского района Кабардино-Балкарской АССР.
В 1978 году окончил среднюю школу в родном селе. В 1980—1987 годах учился в медресе «Мир Араб» в городе Бухара.
В 1990 году поступил на шариатский факультет Иорданского университета в городе Амман, однако обучение было прервано войной между Ираком и Кувейтом.
В 1995 году поступил в факультет дамасского филиала Международного ливийского университета «Исламский призыв» по специальности теолог с присвоением квалификации «Преподаватель арабского языка и исламских наук» (диплом). И окончил его с отличием в 1999 году. Параллельно обучался на историческом факультете Кабардино-Балкарского государственного университета и окончил его в 2002 году по специальности историк с присвоением квалификации «Преподаватель истории» (диплом).

## Религиозная деятельность
С 1 июля 1987 года по 29 ноябрь 1989 года — кадий по КБАССР Духовного управления мусульман Северного Кавказа.
Мусульманское сообщество КБАССР быстрее своих соседей среагировало на распад Духовного управления мусульман Северного Кавказа и уже 29 ноября 1989 года его имамы объявили о создании независимого ДУМ Кабардино-Балкарской Республики (ДУМ КБР). В духовном звании кадий его возглавил молодой имам Шафиг Пшихачев, который был также выдвинут главным кандидатом на руководящий пост муфтия, при первом съезде мусульман республики.
Однако 30 августа 1990 года при I съезде мусульман и избрании председателя (муфтия) ДУМ КБР, Шафиг снял свою кандидатуру и поддержав Чочаева Шарфутдина уступил ему должность муфтия, сославшись на занятость в учёбе в Иордании.
2 февраля 1992 года при II съезде мусульман КБР, Шафиг был избран председателем (муфтием) Духовного управления мусульман КБР.
10 марта 2002 года досрочно сложил с себя полномочия председателя ДУМ КБР и переехал в Москву, сосредоточившись на работе в КЦМСК.
12 марта 2002 года избран заместителем председателя Координационного центра мусульман Северного Кавказа.
5 мая 2004 года избран исполнительным директором (председателем) Международной исламской миссии.
Ныне кроме председательства в Международной Исламской миссии, также является полномочным представителем Управления мусульман Кавказа и генеральным представителем Координационного центра мусульман Северного Кавказа (КЦМСК) в Москве.